# Interaccionisme simbòlic
L'interaccionisme simbòlic és un corrent de pensament que neix a la Universitat de Chicago durant els anys 20 del segle xx. Sorgeix a partir de la confluència del pragmatisme de John Dewey, el conductisme de John Watson i la sociologia de Georg Simmel. Històricament s'interpreta que lluita contra dos fronts: el reduccionisme psicologista i el determinisme estructural, centrant-se en les capacitats dels actors, l'acció i la interacció concebuts com a processos.
Aquesta perspectiva s'interessa per la teoria de la comunicació desenvolupada per Herbert Blumer, que afirma que totes les relacions humanes es basen en la interpretació subjectiva i cultural dels signes que envolten les persones. Intenta trobar quin significat donen els participants del procés comunicatiu a cada fet, paraula o realitat que afecta aquest procés, mitjançant l'ajuda de la semiòtica.
L'interaccionisme simbòlic és, per tant, una teoria psicosocial alhora que un marc metodològic en què la conducta i el pensament humans són el resultat de la interacció social, en concret, de l'intercanvi de significats. Segons el seu dogma, el significat d'una conducta es forma en la interacció social. El seu resultat és un sistema de significats intersubjectius, un conjunt de símbols en el significat dels quals participen els actors. El contingut del significat no és més que la reacció dels actors davant l'acció en qüestió. La consciència sobre l'existència pròpia es crea igual que la consciència sobre els objectes; és a dir, ambdues són el resultat de la interacció social.
Aquest corrent posa un gran èmfasi, per tant, en la importància del significat i la interpretació com a processos humans essencials. Les persones creem significats compartits per les interaccions, i aquests significats esdevenen la nostra realitat. Es considera que les realitats socials es construeixen i reconstrueixen permanentment pels diversos actors d'una estructura social, és a dir, de manera conjunta i no individual; aquest procés de construcció és cognitiu, afectiu i conductual; per aquest motiu rep un caràcter simbòlic.
Contra aquest rerefons ha d'entendre's l'expressió de Mead sobre la relació entre el jo i el context social: “hem de ser els altres si volem ser nosaltres mateixos”. La interacció social crea l'autoconsciència i la capacitat de reflexionar. La identitat, per tant, no és més que una relació. D'aquí que en l'interaccionisme simbòlic no s'estudiïn les qualitats de l'individu, sinó la seva relació amb els altres. La unitat d'investigació mínima és, per tant, dos individus en interacció.

## Aspectes teòrics
Partint de les aportacions de Mead, a més dels conceptes prèviament analitzats, l'interaccionisme simbòlic pren posició respecte de la naturalesa i conseqüències de la interacció social. Segons aquest corrent, la societat no està principalment constituïda per “classes”, “sistema normatiu” o “posicions”. Aquests conceptes són abstraccions sense sentit en la mesura que no poden ser connectats directament als actes i experiències de les persones, que són les parts realment constitutives d'una societat.
Els individus són éssers amb capacitat de definir per si mateixos les situacions amb les quals es troben i després actuar en funció d'aquestes definicions de situacions. Això té conseqüències metodològiques immediates: no es pot fer investigació a nivell macro; es poden fer només a nivell micro o bàsic. L'investigador ha de tractar d'entendre com la gent categoritza el seu context social, com pensen i quins criteris tenen per a prendre les seves decisions i actuar d'una manera i o d'una altra.
Per a Mead, la ment no és una entitat biològica o un òrgan determinat del cos, tampoc una estructura; no té una concepció espacial de la ment, ja que no es tracta de quelcom físic que es trobi en el cervell sinó que té una concepció més funcional, es tractaria d'un procés amb el qual els éssers humans seleccionem i interioritzem els significats.
Segons els plantejaments teòrics d'aquest autor, existeixen tres factors fonamentals que componen la psicologia social:
1. Les persones (l'estudi de l'experiència individual)
2. La comunicació (el conjunt de símbols mediadors entre el subjecte i la societat)
3. La societat (l'únic espai on es construeix l'ésser humà)

D'aquesta forma, l'autor està atacant el determinisme psicològic i sociològic en reconèixer que la interacció simbòlica que té lloc entre els pols individual i social és una evidència de la interdependència d'aquests dos grans components de la psicologia social.
Mead comentarà que la psicologia social “s'interessa principalment en l'efecte que el grup social produeix en la determinació de l'experiència i la conducta de l'individu”, però tenint en compte la interacció entre aquests agents i la participació de cadascú. És a dir, el comportament individual apareix com el fruit de la interpretació i elaboració activa dels estímuls (no es tracta de la reacció a un estímul), però darrere s'amaga la societat, el grup; només amb aquests últims resulta possible apropiar-se dels símbols i significats amb què interpretem la realitat que ens envolta. Segons això, la realitat social es construeix a partir de la intersubjectivitat que sorgeix com a producte de l'establiment d'acords o consens entre els membres d'un grup determinat. Per aquest motiu, s'ha de reconèixer l'existència de múltiples realitats socials que es troben en constant construcció.
Tots els conceptes que s'utilitzin dins de l'interaccionisme simbòlic han de poder-se definir operacionalment. S'estudia, per tant, la conducta externa de l'organisme, al mateix temps que conceptualment hem de parar atenció a l'individu. Aquests són els components principals d'anàlisi: el símbol i l'individu.
Gràcies a la proposta de Mead, un altre membre de l'escola de Chicago, Herbert Blumer, donarà nom a aquesta perspectiva l'any 1937, com a resposta al reduccionisme que caracteritzava la psicologia social; fins aleshores, es considerava les entitats supraindividuals com únics causants dels fenòmens socials; a més, hi havia una excessiva preocupació pels aspectes individuals vinculats a la realitat social. Alhora, va desenvolupar la seva concepció teòrica i metodològica, constituint-se com l'autor més representatiu d'aquest corrent, ja que estableix les bases fonamentals de l'interaccionisme simbòlic:
1. L'ésser humà orienta els seus actes cap a les coses en funció del significat que les coses tenen per a ell.
2. El significat de les coses és producte de la interacció social amb els altres individus.
3. Els significats es manipulen i modifiquen mitjançant un procés interpretatiu desenvolupat per la mateixa persona a l'hora d'enfrontar-se amb l'entorn i els seus objectes.

Els punts principals sobre els quals es fonamenta el seu marc teòric són: el si mateix, l'actor, la interacció social, els objectes i l'acció conjunta. Amb això s'estableix un nexe entre els conceptes del self i estructura social, als quals comprenia interrelacionats i recíprocament influents; és a dir, els concep com a parts inseparables de la realitat social.

## Metodologia
Blumer s'oposava a qualsevol teoria psicològica que ignorés el procés mitjançant el qual l'actor construeix significat. També s'oposava a les perspectives sociològiques que veien la conducta individual modelada exclusivament per forces externes. Llavors, no recolza les teories que no tenen en compte el significat com a factor determinant de la conducta humana, bé perquè l'introdueixen com a part dels factors psicològics o sociològics, o perquè el consideren un element neutral i no rellevant.
Va plantejar, a partir d'aquesta base, que la investigació qualitativa era l'única forma real d'entendre com la gent percep, entén i interpreta el món. Només amb un estret contacte i amb interacció directa amb les persones, fins a un context d'investigació naturalística i d'anàlisi inductiva, podrà l'interaccionisme simbòlic entendre el món simbòlic de la gent que està sent objecte d'estudi.
Els mètodes de l'interaccionisme simbòlic també emfasitzen la importància de posar atenció a la forma en què les interaccions particulars donen lloc a enteniments simbòlics. Emfasitza que la societat ha de ser estudiada a partir de perspectives particulars, pròpies dels membres de la societat. La idea és estudiar la vida social, com aquesta és concebuda pels membres que la formen, al mateix temps que es refusa qualsevol intent de forçar l'enteniment de la realitat social per l'ús de models teòrics predeterminats.
La capacitat d'autoreflexió i autoconsciència és allò que fa que la persona sigui quelcom únic. Els interaccionistes donen molta rellevància al llenguatge, ja que és el mecanisme pel qual signifiquem els objectes del nostre entorn; és l'eina principal amb què construïm la realitat; a més, ens possibilita l'intercanvi d'experiències. Per aquesta perspectiva, els objectes que ens envolten es construeixen en el procés de comunicació, amb signes que són modificats i alterats pels subjectes en el moment en què els assignen valors i els interpreten. La comunicació humana es realitza, segons Mead, per l'intercanvi de símbols, tant verbals com no verbals. En el moment en què un gest o símbol comporta un mateix significant tant en l'agent com en el receptor, es pot dir que ha estat significatiu.
L'interaccionisme simbòlic desenvolupa, per tant, una metodologia “naturalística”, fet que implica estudiar detalladament i sense manipular-lo el fenomen dins del medi en el qual es desenvolupa. L'objectiu ha de ser estudiar la interacció social a partir de la perspectiva dels mateixos actors.

## Conceptes fonamentals de l'interaccionisme simbòlic
Aquesta perspectiva aporta tot un seguit de conceptes del tot rellevants dins el seu marc teòric, seguidament se n'exposen els més rellevants: 
- Capacitat de pensament

Els éssers humans posseeixen la capacitat de pensar: els individus en la societat no són considerats com a unitats motivades per forces externes o internes que escapin al seu control o situades dins una estructura més o menys establerta; més aviat són considerats com unitats reflexives o interactives que componen l'entitat social. Aquesta capacitat resideix en la ment, que no es concep com una estructura física sinó com un procés ininterromput que forma part d'un procés més ampli d'estímul-resposta.
- Pensament i interacció

El pensament es configura mitjançant el procés d'interacció social centrada en la socialització. Aquesta capacitat humana de pensar es desenvolupa al llarg del procés de socialització des de la primera infància i es va refinant i polint durant la socialització adulta, mentre les persones van aprenent a viure en societat (adquirint un rol, una cultura, etc.). Van desenvolupant la seva capacitat de pensar d'una manera distintivament humana per un procés dinàmic i adaptatiu bidireccional.
- Aprenentatge de significats i símbols

El significat no es deriva dels processos mentals sinó del procés d'interacció (la preocupació no se centra en la manera en què les persones conformen mentalment els significats i els símbols, sinó en la manera en què els aprenen durant la interacció en general i la socialització en particular).
Els signes signifiquen alguna cosa per si mateixos (els colors d'una bandera, d'un semàfor, d'un uniforme) i allò que ho vehicula són símbols i les persones els solen utilitzar per a comunicar quelcom sobre si mateixes (el fet de vestir-se d'una forma particular, anar a determinats esdeveniments socials, etc.); aquests símbols permeten a les persones actuar d'una forma distintivament humana, permetent-los relacionar-se amb el món social i material pel procés de nomenar, classificar i recordar els objectes que s'hi troben.
Aquests símbols incrementen la capacitat de les persones per percebre el seu entorn i solucionar problemes; a més, incrementen la capacitat de pensament; per aquest motiu, el pensament pot definir-se com una interacció simbòlica amb si mateix. Els símbols permeten imaginar una realitat metafísica com el cel o l'infern, permeten a les persones ser esclaves de l'entorn o poder ser actives dirigint les seves accions.
- Acció i interacció

L'interès central dels interaccionistes simbòlics se situa en la influència dels significats i els símbols sobre l'acció i la interacció humana. Aquests dos elements confereixen a l'acció i la interacció social característiques distintives.
L'acció social és aquella en què l'individu actua tenint present els altres; en el procés de la interacció social, les persones comuniquen simbòlicament significats a uns altres implicats en el procés d'interacció. Aquests altres interpreten aquests símbols i orienten la seva resposta en funció de la interpretació que fan de la situació, de forma que en la interacció social els actors emprenen un procés d'influència mútua.
- Elecció

Per la capacitat de manejar significats i símbols, les persones poden fer eleccions entre les accions que poden emprendre. La gent no necessita veure's obligada a acceptar els símbols de fora, ja que és capaç de formar-se nous significats i noves línies de significats.
- Consciència de si mateix

És la persona mateixa transformada en objecte; es tracta d'un fenomen cognitiu en què s'adopten els papers dels altres; d'aquesta manera, el mateix cos es transforma en part de la sèrie d'estímuls ambientals als quals reacciona.
- Grups i societats

Les pautes establertes entre acció i interacció constitueixen els grups i les societats. Els interaccionistes critiquen l'interès d'altres enfocaments en les macroestructures, però no n'ignoren l'existència; segons ells, aquests són deterministes, externs, atemporals, resistents al canvi. Per aquest motiu, la societat no es compon de macroestructures sinó d'actors i les seves accions.
- Objectes

Per a la consciència humana tot és un objecte, tant els components del món extern com els del mateix individu. Una ciutat, una idea, una persona, una part del propi cos... tot són objectes que es processen en la consciència i reben una valoració fruit de la interpretació personal; per tant, els individus poden viure en diferents ambients de representació, depenent de la situació específica en què es trobin. Aquesta interpretació no és producte de la reflexió o contemplació, sinó que és producte de l'acció col·lectiva, de l'acció social en termes comunicatius; per això, el món, les regles, les estructures, etc., són producte del procés social i no la seva causa determinant.

## Investigadors destacats
- George Herbert Mead
- Erving Goffman (1922-1982)
- John Dewey
- John Watson
- Georg Simmel.
- Herbert Blumer